# Daniel D. Tompkins
Daniel D. Tompkins (21. juni 1774 – 11. juni 1825) var en iværksætter, jurist, kongresmedlem, fjerde guvernør af New York, USA's 6. vicepræsident.

## Navn
Han blev døbt Daniel Tompkins, men tilføjede initialet "D." mens han var elev på Columbia College for at adskille sig fra en anden Daniel Tompkins der. Der er uenighed om, hvad det midterste initial stod for. Nogle har foreslået Decius, men det kan ikke fastslås, hvor disse oplysninger stammer fra.

## Opvækst og karriere
Daniel D. Tompkins tog eksamen fra Columbia College i New York City i 1795. 
Han var delegeret til New York State forfatningskonventet i 1801, medlem af New York State Assembly i 1804, og blev valgt til den 9. amerikanske Kongres, men trådte tilbage inden begyndelsen af perioden, i en alder af 30.